# Вышибала
Вышиба́ла — разговорное наименование охранника ресторана, бара, ночного клуба, публичного дома, ответственного за пропускной режим, а также удаление пьяных и скандалящих посетителей.

В переносном смысле слово используется для обозначения лица мужского пола «большого объёма»: высокого роста и полного, физически крепкого («юные вышибалы» вместо «студенты-физкультурники»).
Профессия является специфически мужской, хотя изредка встречаются и женщины-вышибалы.
Обычно специальная лицензия и подготовка не требуются, хотя в Кристиансанне в Норвегии в конце XX века была сделана попытка ввести полицейские курсы для вышибал. Курсы и лицензии требуются также некоторыми муниципалитетами и штатами англоязычных стран.